# Dehesas de Guadix
Dehesas de Guadix ist eine Gemeinde in der Provinz Granada im Südosten Spaniens mit 383 Einwohnern (Stand: 2024). Die Gemeinde liegt in der Comarca Los Montes. 

## Geografie
Die Gemeinde liegt im Norden der Provinz und grenzt an Alamedilla, Alicún de Ortega, Cabra del Santo Cristo, Cuevas del Campo, Freila, Gorafe, Huesa, Pedro Martínez, Pozo Alcón, Quesada und Villanueva de las Torres. 